# 韩国的性别选择性堕胎
性别选择性堕胎是通过预测性别的方法对特定性别的胎儿进行流产的行为，这种做法在1980年代中期至1990年代初开始在韩国流行起来。在韩国，由于传统文化偏好生育男孩，因此对女性胎儿进行堕胎很普遍，从而导致在1980年代和1990年代初期，韩国流产的女性胎儿数量远高于男性胎儿。从历史上看，韩国的许多价值观和传统都基于儒家思想，而这种思想也规定了父权制，从而导致韩国社会重男轻女的思想相当严重。此外，尽管有堕胎禁令的约束，但民众对男孩的偏好和性别选择技术的可用性的结合，导致性别选择性堕胎和男孩出生的数量大幅增加。因此，1980年代中期至1990年代初期，韩国的性别比例严重失调。然而，近年来，随着国家家庭政策的变化和社会的现代化，韩国民众对性别偏好的态度发生了变化，从而使性别比例逐步正常化，性别选择性堕胎的数量也有所减少。此外，在整个20世纪，韩国妇女在性别平等浪潮中受益匪浅，地位迅速上升。然而，由于堕胎禁令和人们对性别选择性堕胎这一行为的争议，因此学术界没有关于性别选择性堕胎数量的明确数据。因此，学者们一直在不断地分析和构建性别选择、堕胎政策、性别歧视和其他文化因素之间的联系。

## 性别选择性堕胎的原因

### 文化偏好
李氏朝鲜中期，儒家思想深刻地影响了韩国的传统和价值观。儒家强调尊长敬老，秉持父亲为一家之主、担负照顾家庭责任的传统观念。因此，从这一时期开始，父权制开始成为韩国家庭的传统。在韩国，有一种流行的说法，大意为女性在一生中要服从三个男人：她的父亲、她的丈夫和她的儿子。这导致女性经常受到家庭成员和姻亲的压力，必须要生下儿子，这些儿子将在未来照顾家庭并延续家族的血脉，而女儿通常最终会嫁入其他家庭，没有机会照顾自己的父母。此外，妻子只有生下儿子，才能被视为丈夫家庭的一员。从历史上看，当国王的正妻没有生男孩时，国王会多收一些妃子，以增加生男孩的机会。因此，韩国的女性被长期边缘化，生育男孩的压力也越来越大，从而使得性别歧视和男孩偏好长期存在，最终导致1980年代中期韩国选择性堕胎的增加。
在儒家思想退出国家官方思想领域多年后，这种文化偏好依然继续影响着韩国家庭。1999年的调查显示，78%的韩国男性和70%的韩国女性认为生儿子是必要的。虽然在1990年代中期之后，性别选择性堕胎率有所下降，但性别歧视和对男孩的偏好却仍然盛行。尽管如此，但随着现代化、法律的变化以及2000年代初期西方价值观的影响等一系列原因，韩国民众对传统的态度有所变化。相较而言，韩国年轻一代更加喜爱女孩，因而减少了性别选择性堕胎，并促进性别比例的正常化。

### 人口控制政策和家庭法
1948年，韩国法律禁止堕胎，并得到严格执行。1961年，为控制人口增长，减少意外怀孕，韩国开始实施人口控制政策。政府通过宣传小家庭和降低贫困率的口号来贯彻这一政策。然而，由于堕胎违法，许多妇女会选择偷偷进行人工流产。尽管法律不允许，但进行堕胎的诊所在全国各地普遍存在。总而言之，由于实质上可以进行堕胎，加之政府控制生育的政策以及传统父权制的性别偏好，导致许多家庭选择生儿子而不是女儿。
长期以来，韩国的户籍制度都采用“户主制”。在这种制度下，任何一个家庭所生的儿子或女儿，都在户籍中被列在父亲的名下。这导致单身未婚母亲所生的孩子常常被迫被列在男性亲属名下，从而使其户籍得以登记。因此，许多家庭宁愿生儿子来延续家族血脉，也不愿生一个要嫁人的女儿。2005年，韩国废除了户主制，直接降低了家庭对男孩的需求，并有助于性别比例正常化和减少女性生育男孩的压力。 

## 出生性别比
针对胎儿性别的选择性人工流产的增加，导致韩国性别比严重失调，从1985年的108.6飙升至1990年的112.5。这对韩国的人口结构产生了重大影响。值得注意的是，婴儿和儿童死亡率可能对扭曲的性别比有影响，但不足以作为可靠原因，因为报告的数量极少（1985年每1000个新生儿中仅有9.9例）。

### 地区差异
韩国不同地区的性别比例有所不同。在东南部的岭南地区，性别比例失调的现象更加严重，西南部的湖南地区则相对较轻。造成这种情况的原因可能是岭南的新教和天主教流传并不广泛，而这些宗教一般都反对堕胎，同时这一地区有长期的保守文化传统。另一方面，湖南地区在政治权力和经济发展方面都不如岭南地区，因此湖南地区的民众更有可能接受西方价值观和新的意识形态。此外，在韩国，特定地区的宗教也是影响性别选择性堕胎的一个因素。佛教与儒家思想更为相似，研究表明，佛教与出生性别比呈正相关。但后来的数据显示，2000年以后。宗教对性别比的影响减弱，性别比也总体呈下降趋势。
此外，在1985年左右，出生性别比急剧上升，特别是在大邱市和釜山市，它们周围的农村地区也表现出明显偏高的性别比，但上升速度相对较慢。大邱市相当保守，历史上曾涌现多名军事强人，所以那里的重男轻女现象也特别严重。在性别选择性堕胎的程序中还需要进行胎儿性别筛查，这在韩国是非常昂贵的，且需要大量的医疗设备。因此，农村地区性别比上升速度缓慢的一个可能的解释是：农村地区缺乏确定胎儿性别的医疗设备。

## 社会影响

### 高性别比的后果
由于出生的男婴多于女婴，人们担心韩国会出现缺少适婚女性的情况。由于大多数年轻女性为了更好的就业机会和生活质量而前往城市，农村的年轻男性寻找妻子方面更加困难。但进一步研究发现，这种现象更可能是由于近年来韩国整体生育水平的下降导致的，而不是性别选择性堕胎。
另一个负面的社会影响则可能是针对妇女的性犯罪以及色情制品的使用的增加。由于妇女越来越少，男性可能会不顾一切地寻找伴侣。
数据显示，小家庭通常有更多的儿子，而大家庭则有更多的女儿。这种趋势的持续可能会扩大男性和女性之间的社会差距，小家庭的儿子会比资源较少的大家庭的女儿拥有更多的资源和更有利的机会。然而，这种情况高度重视亲属关系和兄弟姐妹支持的韩国社会也可能不那么普遍

### 可能的积极影响
另一方面，韩国性别选择性堕胎盛行也可能有一些积极的影响。通过性别选择性堕胎，可以减少不想要的孩子的数量，防止出现新生儿死亡和虐待女孩的现象。

## 性别选择技术和方法

### 产前性别筛查
在1987年的韩国，胎儿筛查可以用于检测遗传问题和监测胎儿生长，但禁止用于产前性别筛查。技术包括慢性绒毛取样、羊膜穿刺和超声波检查。 然而，由于对产前性别筛查除了罚款以外没有其他实质性的处罚，因此许多家庭仍在设法筛查婴儿的性别。此外，出于医疗目的的胎儿筛查也往往不可避免地会显示婴儿的性别。学者们将1980年代中期出现的超声波和性别筛查技术与1985年至1995年间男性出生率的大量增加联系起来。为了应对高性别比，政府加大了惩罚力度，1990年，韩国集中逮捕了对胎儿进行性别鉴定的医生，并吊销其医疗执照。每一次选择性堕胎都需要进行至少两次性别鉴定，而且鉴定程序往往非常昂贵。 因此，并非每个妇女都有平等的医疗保健和堕胎选择机会。胎儿检查的高价和处罚加重二者相叠加，使得自1995年后，韩国的性别比开始逐步降低并趋于正常，这也表明这一时期针对胎儿性别的选择性堕胎率降低。

### 堕胎方法
由于韩国将堕胎定为刑事犯罪，许多妇女不得不绕过法律限制来进行堕胎。然而，这并不像看起来那么困难。韩国各地有许多诊所秘密地进行堕胎。 尽管接受快速和廉价的堕胎程序可能会产生疾病和造成身体损害，但妇女们仍然寻找这些诊所。通常情况下，妇女会在怀孕早期以“经期抽取”的名义进行人工流产，即在妊娠的前三个月用真空吸尘器将胎儿从子宫中吸出，导致大出血。由于这一过程是在没有完全确定妇女是否真的怀孕的情况下进行的，因此这种行为存在争议。但无论如何，这一过程避开了堕胎背后的法律问题，在韩国被接受为“计划生育”和“公共卫生”服务的一部分。学者们指出，这种现象也使1980年代中期至1990年代针对胎儿性别的选择性堕胎行为得以持续进行。